# Sopiełkino
Sopiełkino (ros. Сопелкино) – wieś w Rosji, w rejonie grazowieckim obwodu wołogodzkiego. W 2002 liczyła 77 mieszkańców, z kolei w 2010 populacja miejscowości wynosiła 66 osób.